# Transylvania 90210: Songs of Death, Dying, and the Dead
Transylvania 90210: Songs of Death, Dying, and the Dead to pierwszy studyjny album amerykańskiego zespołu Wednesday 13. Singlem jest utwór I Walked With A Zombie, zainspirowany horrorem z 1943 roku pod tym samym tytułem.

## Lista utworów
1. "Post Mortem Boredom" – 0:57
2. "Look What the Bats Dragged in" – 2:32
3. "I Walked with a Zombie" – 3:43
4. "Bad Things" – 3:37
5. "House by the Cemetery" – 3:20
6. "God Is a Lie" – 3:37
7. "Haunt Me" – 4:35
8. "Transylvania 90210" – 3:54
9. "I Want You...Dead" – 4:08
10. "Buried by Christmas" – 3:08
11. "Elect Death for President" – 4:22
12. "Rot for Me" – 4:03
13. "The Ghost of Vincent Price" – 5:08
14. "A Bullet Named Christ" – 4:02

### Japoński bonus track
1. "Thank You Satan" – 3:55

## Styl
Płyta zachowuje charakterystyczne, horror punkowe brzmienie, z wpływem muzyki heavymetalowej. Doskonale pokazuje, jak Wednesday 13 rozwinął się stylistycznie od czasu wydania poprzedniego albumu, "Beyond the Valley of the Murderdolls" (Murderdolls).